# Sacrifice / Confessions
Sacrifice / Confessions je EP američkog death metal-sastava Cannibal Corpse. Diskografska kuća Metal Blade Records objavila ga je u 2000. godine. Na albumu su dvije pjesme koji su obrade pjesama sastava Sacrifice i Possessed.

## Popis pjesama
| 1. | »Sacrifice« (obrada Sacrificea) | 3:03 |

| Strana B | Strana B                          | Strana B | Strana B | Strana B | Strana B | Strana B | Strana B | Strana B | Strana B |
| Br.      | Skladba                           | Trajanje |          |          |          |          |          |          |          |
| -------- | --------------------------------- | -------- | -------- | -------- | -------- | -------- | -------- | -------- | -------- |
| 2.       | »Confessions« (obrada Possesseda) | 2:57     |          |          |          |          |          |          |          |
| 6:00     |                                   |          |          |          |          |          |          |          |          |

## Zasluge
Cannibal Corpse
- Alex Webster - bas-gitara
- Paul Mazurkiewicz - bubnjevi
- Rob Barrett - gitara
- George "Corpsegrinder" Fisher - vokali
- Pat O'Brien - gitara

Ostalo osoblje
- Jim Morris - produkcija
- Colin Richardson - produkcija